# Luppenhofen
Luppenhofen ist ein Ortsteil der Gemeinde Obermarchtal im Alb-Donau-Kreis in Baden-Württemberg. Der Weiler liegt circa zweieinhalb Kilometer südöstlich von Obermarchtal und ist über die Kreisstraße 7347 zu erreichen.

## Geschichte
Der Ort ging von den von Emerkingen 1290 und 1302 an das Kloster Obermarchtal. 
Luppenhofen gehörte bis 1810 zur Pfarrei Obermarchtal und wurde dann der Pfarrgemeinde Hausen am Bussen zugewiesen.
Im Jahr 1932 wurde Luppenhofen in die Gemeinde Obermarchtal eingegliedert.